# Gabriel Oxenstierna (1656–1719)
Gabriel Oxenstierna, född 26 november 1656 i Marienburg, Preussen, död 15 maj 1719, var en svensk militär och hovfunktionär.

## Biografi
Gabriel Oxenstierna af Korsholm och Wasa föddes 1656 i Malbork. Han var son till Gabriel Oxenstierna af Korsholm och Wasa och grevinnan Maria Christiana. Oxenstierna blev 23 april 1679 kornett vid Livregementet till häst och tog avsked 10 maj 1682. Han var senare kammarherre. Oxenstierna avled 1719.

### Familj
Oxenstierna gifte sig 30 september 1682 med friherrinnan Magdalena Catharina Stake (1667–1722), dotter till katenlöjtnanten friherre Erik Stake och Ebba Ulfsparre af Broxvik. De fick tillsammans barnen Catharina Oxenstierna (1684–1722) som var gift med generalmajoren greve Anton Adolf af Wasaborg, Christina Brita Oxenstierna (1686–1686), Ebba Lovisa Oxenstierna (1688–1774) som var gift med majoren Gustaf Uggla, Christina Magdalena Oxenstierna (1689–1777), Anna Margareta Oxenstierna (1691–1692), Gabriel Oxenstierna (1692–1693), Elisabet Christiana Oxenstierna (1694–1695), Charlotta Juliana Oxenstierna (1696–1787), generalmajoren Göran Oxenstierna (1699–1788), furiren Gabriel Ludvig Oxenstierna (1700–1719) vid Smålands femmänningsinfanteriregemente, Eva Oxenstierna (1701–1702), Erik Oxenstierna (1703–1704), Brita Christina Oxenstierna (1705–1764) som var gift med kammarherren greve Ulrik Nils Gyldenstolpe, Maria Elisabet Oxenstierna (1706–1712).